# フリオ・アロンソ・オルテガ
フリオ・アロンソ・オルテガ（Julio Alonso Ortega、2000年12月23日生、ラス・パルマス、グラン・カナリア）は、スペインのヨット選手であり、世界チャンピオンとして、2人乗りディンギーヨット（class 2-person dinghy）で頭角を現している。 彼は競技キャリアの大半をロイヤル・グラン・カナリア・ヨットクラブで積み上げ、アーロン・サルミエントおよびオリンピック金メダリストのルイス・ドレステの指導のもとでトレーニングを受けている。

## 学歴
ヨット選手としての活動に加えて、アロンソはイギリスで高等教育を受けた。彼はイギリスのランカスター大学（Lancaster University）で経営学学士（Bachelor of Science in Business Management）を最優等（First-Class Honours）で卒業した。その後、ロンドンのキングス・カレッジ（King's College London）で新興市場の政治経済学（Master’s in the Political Economy of Emerging Markets）の修士号を取得し、さらにPROEXCAの奨学金を受け、アトランティコ・メディオ大学（Universidad del Atlántico Medio）で国際ビジネス（Master’s in International Business）の修士号を取得した。

## ヨット経歴
アロンソは10歳のときにOptimist級ヨットでモガン（Mogán）にてセーリングを始め、その後ロイヤル・グラン・カナリア・ヨットクラブに入会し、現在も活動を続けている 。
アロンソは420級ヨット（420 Class）において重要な成果を収めた。スペインヨット選手権で3回優勝し、ルイス・ドレステ（Luis Doreste）とともに準優勝を獲得した。ルイス・ドレステは著名なヨット選手であるルイス・ドレステの息子であり、マヌエル・ドレステ、グスタボ・ドレステ、ホセ・ルイス・ドレステの甥であり、スペインのヨット界で名声のある家系の出身である。同じ期間中にヨーロッパおよび世界選手権に出場し、国際的な経験を積んだ。
420級ヨットでの彼の最大の功績の一つは、チームレースカテゴリーにおける世界選手権での優勝である[1]。この功績を記念して、UDラス・パルマスとレアル・マドリードCFのサッカー試合において名誉あるキックオフを務めた。
29er級ヨット（29er Class）に転向した後、アロンソはスペイン29er選手権の絶対カテゴリーで金メダルを獲得し、スペインU-19選手権でも金メダルを獲得した 。この受賞を通じて、2018年にアメリカ・テキサス州コーパスクリスティで開催された世界ユースヨット選手権（Youth Sailing World Championship）にスペイン代表として出場し、総合10位を記録した。
同じ年、アロンソはRed Bull Youth America’s Cupに出場する「Spanish Impulse by IBEROSTAR」チームに加入した。このチームは、公式にバミューダで開催されたRed Bull Youth America’s Cupでスペインを代表するために結成された。この時期、アロンソはマイアミで開催されたRed Bull Foiling Generation World Finalにも出場し、Flying Phantomカタマランのレースでスペイン代表として高性能ヨットの航海技術を披露した。
現在、アロンソはマリア・ボベール（María Bover）とペアを組み、オリンピックの混合470級（470 Mixed）種目でスペイン代表としての出場を目指している。これまでに、470級世界選手権（470 Sailing World Championship）U-24部門で4位、470級ヨーロッパ選手権（470 Sailing European Championship）U-24部門で5位の成績を収めた。